# Sarah Buxton
Sarah Galbraith "Bucky" Buxton, kallas ibland även för Sarah G. Buxton, född 23 mars 1965 i Brentwood i Contra Costa County, Kalifornien, är en amerikansk skådespelerska. 
Sarah Buxton blev upptäckt i en supermarket när hon var 15 år, där hon håll på att bråka med sin mor.  Hon började i en reklam för Coca-Cola. Efteråt började hennes karriär som skådespelerska ta fart. På sin 16-årsdag, fick hon sitt första riktiga skådespelarjobb. Härifrån började hon spela små gästroller i olika TV-serier som Baywatch, Walker: Texas Ranger, Diagnosis Murder, Who's The Boss? och 21 Jump Street. Hennes första stora roll var i Glamour som Morgan DeWitt, tisdag den 15 februari 2000. Med denna roll vann hon Golden Boomerang-priset för "Most Popular Villain". 
På fritiden praktiserar hon yoga.
Hon är amerikansk-kanadensisk, hennes far är från Kanada och mor Noelle från USA. Föräldrarna är skilda och hon har en syster och en halvbror. Sen 16 års ålder har hon varit vegetarian. Hon är god vän med Adrianne Frantz sen många år tillbaka och även med Susan Ward, Krissy Carlson och Vanessa Dorman. I Sunset Beach spelar hon den bortskämda Annie Douglas som desperat försöker att bli tillsammans med Ben (Clive Robertson) och överleva efter att hennes pappa inte efterlämnade någonting till henne när han blev mördad.